# Талановитий юнак та красуня

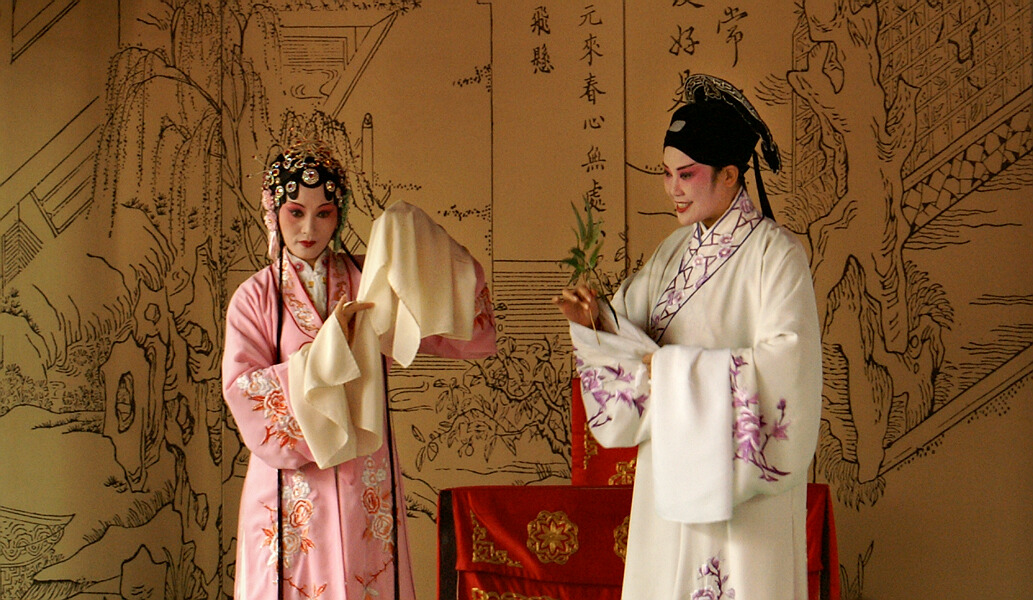
Сцена з п'єси «Півоновий павільйон».

Цайцзи-цзяжень 才子佳人 — популярна тематична сфера та жанр у китайській літературі пізньоімперського періоду, які оповідають про кохання між юнаком із конфуціанського кола (див. Каоцзюй) і дівчиною.
Класичні зразки:
- «Півоновий павільйон» 牡丹亭 (Мудань тін), з поширеним вжитком містичних елементів чуаньці (література про надзвичайне).
- «Нотатки із західного флігеля»

Вплив жанру відчутній у романі «Сон у червоному теремі». Поширеність теми стала джерелом пародій і реінтерпретацій.